# Erik Carlquist
Erik Carlquist, född 14 december 1942 i Sankt Matteus församling, Stockholms stad, är en svensk översättare från engelska, franska och tyska till svenska. Han har översatt verk av bland andra William Godwin, Mary Wollstonecraft, David Hume, Mary Shelley, Edgar Allan Poe, Jules Verne, H.G. Wells och T.E. Lawrence.